# Karen Chaczaturian
Karen Surenowicz Chaczaturian (ros. Карен Суренович Хачатурян, orm. Կարեն Սուրենի Խաչատրյանը; ur. 19 września w 1920 w Moskwie, zm. 19 lipca 2011 tamże) – radziecki i rosyjski kompozytor ormiańskiego pochodzenia, bratanek kompozytora Arama Chaczaturiana. Ludowy Artysta RFSRR (1981). Laureat Nagrody Państwowej ZSRR (1976). Pochowany na Cmentarzu Nowodziewiczym w Moskwie.

## Dzieła
- Trio smyczkowe (skrzypce, altówka i wiolonczela)
- Sonata na skrzypce i fortepian  Op. 1 (dla Leonida Kogana)
- Sonata (dedykowana Mstisławowi Rostropowiczowi)

## Muzyka filmowa

### Filmy animowane
- 1950 – Gdy na choinkach zapalają się ognie (Когда зажигаются ёлки)
- 1950 – Czarodziejski skarb (Волшебный клад)
- 1950 – Żółty bocian (Жёлтый аист)
- 1951 – Serce śmiałka (Сердце храбреца)
- 1951 – Leśni podróżnicy (Лесные путешественники)
- 1953 – Nieposłuszny kotek (Непослушный котёнок)
- 1955 – Niecodzienny mecz (Необыкновенный матч)
- 1955 – Pies i kot (Пёс и кот)
- 1956 – Старые знакомые
- 1956 – Bajka o przebiegłym szakalu i dobrym wielbłądzie (Шакалёнок и верблюд)
- 1958 – На перекрёстке
- 1959 – Скоро будет дождь
- 1960 – Королевские зайцы
- 1960 – Мурзилка и великан
- 1960 – Норвежский пастушок
- 1961 – Cebulek (Чиполлино)
- 1966 – Это не про меня
- 1966 – Тимошкина ёлка
- 1970 – Słodka bajeczka (Сладкая сказка)
- 1972 – В гостях у лета
- 1974 – Gwiazdy futbolu (Футбольные звёзды)

### Filmy fabularne
- 1960 – Czekajcie na listy[2]
- 1960 – Rok przestępny[3]
- 1962 – Haszek i jego Szwejk[4]
- 1962 – Siedem nianiek[5]
- 1965 – Śpiący lew
- 1967 – Wij
- 1970 – Dziwni ludzie